# Вейк-Вілледж (Техас)
Вейк-Вілледж (англ. Wake Village) — місто (англ. city) в США, в окрузі Бові штату Техас. Населення — 5945 осіб (2020).

## Географія
Вейк-Вілледж розташований за координатами 33°25′27″ пн. ш. 94°7′7″ зх. д. / 33.42417° пн. ш. 94.11861° зх. д. (33.424050, -94.118707).  За даними Бюро перепису населення США в 2010 році місто мало площу 6,00 км², уся площа — суходіл.

## Демографія
Згідно з переписом 2010 року, у місті мешкали 5492 особи в 2195 домогосподарствах у складі 1549 родин. Густота населення становила 915 осіб/км².  Було 2315 помешкань (386/км²).
Расовий склад населення:
| - 67,4 % — білих - 25,3 % — чорних або афроамериканців - 0,9 % — азіатів - 0,7 % — корінних американців - 0,1 % — вихідців з тихоокеанських островів - 3,0 % — осіб інших рас |

До двох чи більше рас належало 2,7 %. Частка іспаномовних становила 5,3 % від усіх жителів.
За віковим діапазоном населення розподілялося таким чином: 27,8 % — особи молодші 18 років, 59,0 % — особи у віці 18—64 років, 13,2 % — особи у віці 65 років та старші. Медіана віку мешканця становила 35,1 року. На 100 осіб жіночої статі у місті припадало 87,4 чоловіків;  на 100 жінок у віці від 18 років та старших — 81,3 чоловіків також старших 18 років.
Середній дохід на одне домашнє господарство  становив 59 664 долари США (медіана — 43 945), а середній дохід на одну сім'ю — 70 623 долари (медіана — 49 861). Медіана доходів становила 35 833 долари для чоловіків та 30 674 долари для жінок. За межею бідності перебувало 23,4 % осіб, у тому числі 37,6 % дітей у віці до 18 років та 11,7 % осіб у віці 65 років та старших.
Цивільне працевлаштоване населення становило 2474 особи. Основні галузі зайнятості: освіта, охорона здоров'я та соціальна допомога — 22,0 %, виробництво — 13,6 %, публічна адміністрація — 13,4 %.